# Asif Kapadia
Asif Kapadia (Londres, 1972) es un guionista y director de cine británico de ascendencia india. Ha dirigido varias películas entre ellas Far North (2007), The Return, The Warrior (2001), que ganó el premio BAFTA a la mejor película británica y Amy (2015), que fue galardonada con el premio Óscar al mejor largometraje documental.

## Filmografía
- 2073 (2024)
- Federer: Twelve Final Days (2024)
- Creature (2022)
- Diego Maradona (2019)
- Mindhunter (2017)[1]
- Amy (2015)
- Senna (documental) (2010)
- Far North (2007)
- The Return (2006)
- The Warrior (2001)
- The Sheep Thief (1997)
- Wild West (1996)
- The Waiting Room (1996)
- Indian Tales (1994)

## Premios y nominaciones
Premios Óscar
| Año  | Categoría                 | Película | Resultado | Ref.  |
| ---- | ------------------------- | -------- | --------- | ----- |
| 2016 | Mejor película documental | Amy      | Ganador   | [ 2 ] |

Premios BAFTA
| Año  | Categoría                                             | Película    | Resultado | Ref.  |
| ---- | ----------------------------------------------------- | ----------- | --------- | ----- |
| 2003 | Mejor película británica                              | The Warrior | Ganador   | [ 3 ] |
| 2003 | Mejor película de habla no inglesa                    | The Warrior | Nominado  | [ 3 ] |
| 2003 | Mejor director, guionista o productor británico novel | The Warrior | Ganador   | [ 3 ] |
| 2012 | Mejor película británica                              | Senna       | Nominado  | [ 3 ] |
| 2012 | Mejor película documental                             | Senna       | Ganador   | [ 3 ] |
| 2016 | Mejor película británica                              | Amy         | Nominado  | [ 3 ] |
| 2016 | Mejor película documental                             | Amy         | Ganador   | [ 3 ] |

Premios Grammy
| Año  | Categoría              | Trabajo | Resultado | Ref.  |
| ---- | ---------------------- | ------- | --------- | ----- |
| 2016 | Mejor película musical | Amy     | Ganador   | [ 4 ] |